# Frontera entre Gàmbia i Cap Verd
La frontera entre Gàmbia i Cap Verd consisteix en un segment marítim a l'oceà Atlàntic fins a Banjul. No hi ha cap tractat bilateral sobre la delimitació ni tractat amb el Senegal sobre la posició del trifini
La frontera entre el Senegal i Gàmbia és definida pel paral·lel 13 ° 35'36" Nord i el trifini se situa a 185 milles de qualsevol costa. L'altre punt exterior se situa a 200 milles de l'illa capverdiana de Maio.
Tanmateix, aquesta frontera és evocada el 2009 en una nota preliminar sobre els límits de la plataforma continental.
El 2010, Cap Verd, Gàmbia, Guinea Bissau, Guinea, Mauritània i el Senegal van signar un acord, sota els auspicis de Noruega, per fixar les seves zones marítimes, potencialment riques en petroli i gas.